# Sombre Point
Der Sombre Point (englisch für Düstere Landspitze) ist eine Landspitze im Nordwesten von Saunders Island im Archipel der Südlichen Sandwichinseln. Sie markiert das nordwestliche Ende der Cordelia Bay.
Das UK Antarctic Place-Names Committee benannte sie 1971 nach dem dunklen Basalt und der Vulkanasche in diesem Gebiet.